# 科林·格兰特
科林·格兰特（1961年4月23日—）是一位牙买加裔英国作家和历史学家，关注加勒比地区的历史，曾任BBC节目制作人，主要作品有《烧焦的味道：癫痫的故事》（A Smell of Burning: The Story of Epilepsy，2017年）等。